# Seleção Iraniana de Voleibol Masculino

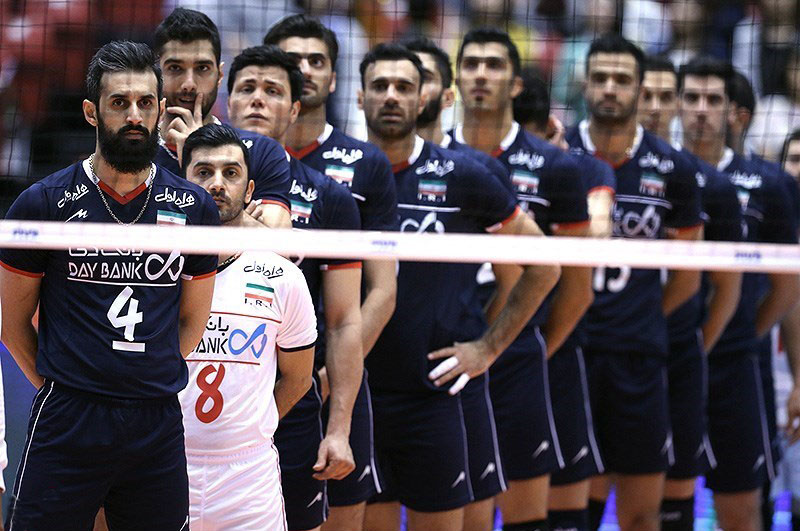
Seleção do Irã em 2016.

A seleção iraniana de voleibol masculino é uma equipe asiática composta pelos melhores jogadores de voleibol do Irã. A equipe é mantida pela Federação de Voleibol da República Islâmica do Irã (em inglês:  Volleyball Federation Islamic Republic of Iran). Encontra-se na 10ª posição do ranking mundial da FIVB segundo dados de 9 de setembro de 2022.

## Resultados obtidos nos principais campeonatos

### Jogos Olímpicos
| Ano  | Sede           | Classificação |
| ---- | -------------- | ------------- |
| 2016 | Rio de Janeiro | 5º            |
| 2020 | Tóquio         | 9º            |

### Campeonato Mundial
| Ano  | Sede                | Classificação |
| ---- | ------------------- | ------------- |
| 1970 | Bulgária            | 21º           |
| 1998 | Japão               | 19º           |
| 2006 | Japão               | 21º           |
| 2010 | Itália              | 19º           |
| 2014 | Polónia             | 6º            |
| 2018 | Bulgária / Itália   | 13º           |
| 2022 | Eslovênia / Polónia | 13º           |

### Copa do Mundo
| Ano  | Sede  | Classificação |
| ---- | ----- | ------------- |
| 1991 | Japão | 11º           |
| 2011 | Japão | 9º            |
| 2015 | Japão | 8º            |
| 2019 | Japão | 8º            |

### Copa dos Campeões
| Ano  | Sede  | Classificação |
| ---- | ----- | ------------- |
| 2009 | Japão | 5º            |
| 2013 | Japão | 4º            |
| 2017 | Japão | 3º            |

### Liga das Nações
| Ano  | Sede    | Classificação |
| ---- | ------- | ------------- |
| 2018 | Lille   | 10º           |
| 2019 | Chicago | 5º            |
| 2021 | Rimini  | 12º           |
| 2022 | Bolonha | 7º            |
| 2023 | Gdansk  | 14º           |
| 2024 | Łódź    | 15º           |
| 2025 | Ningbo  | 9°            |

### Liga Mundial
| Ano  | Sede           | Classificação |
| ---- | -------------- | ------------- |
| 2013 | Mar del Plata  | 9º            |
| 2014 | Florença       | 4º            |
| 2015 | Rio de Janeiro | 7º            |
| 2016 | Cracóvia       | 8º            |
| 2017 | Curitiba       | 11º           |

### Campeonato Asiático
| Ano  | Sede              | Classificação |
| ---- | ----------------- | ------------- |
| 1979 | Manama            | 6º            |
| 1987 | Kuwait            | 10º           |
| 1989 | Seul              | 8º            |
| 1991 | Perth             | 7º            |
| 1993 | Nakhon Ratchasima | 5º            |
| 1995 | Seul              | 4º            |
| 1997 | Doha              | 6º            |
| 1999 | Teerã             | 5º            |
| 2001 | Changwon          | 5º            |
| 2003 | Tianjin           | 3º            |
| 2005 | Suphanburi        | 6º            |
| 2007 | Jacarta           | 5º            |
| 2009 | Manila            | 2º            |
| 2011 | Teerã             | 1º            |
| 2013 | Dubai             | 1º            |
| 2015 | Teerã             | 2º            |
| 2017 | Gresik            | 5º            |
| 2019 | Teerã             | 1º            |
| 2021 | Chiba–Funabashi   | 1º            |
| 2023 | Úrmia             | 2º            |

### Jogos Asiáticos
| Ano  | Sede             | Classificação |
| ---- | ---------------- | ------------- |
| 1958 | Tóquio           | 2º            |
| 1966 | Bangkok          | 3º            |
| 1970 | Bangkok          | 5º            |
| 1974 | Teerã            | 4º            |
| 1994 | Hiroshima        | 5º            |
| 2002 | Busan            | 2º            |
| 2006 | Doha             | 6º            |
| 2010 | Guangzhou        | 2º            |
| 2014 | Incheon          | 1º            |
| 2018 | Jacarta–Palimbão | 1º            |

### Copa Asiática
| Ano  | Sede              | Classificação |
| ---- | ----------------- | ------------- |
| 2008 | Nakhon Ratchasima | 1º            |
| 2010 | Urmia             | 1º            |
| 2012 | Vinh Yen          | 2º            |
| 2014 | Almaty            | 4º            |
| 2016 | Nakhon Pathom     | 1º            |
| 2018 | Taipei            | 2º            |
| 2022 | Nakhon Pathom     | 5º            |

## Medalhas
| Evento              | Ouro | Prata | Bronze | Total |
| ------------------- | ---- | ----- | ------ | ----- |
| Jogos Olímpicos     | 0    | 0     | 0      | 0     |
| Campeonato Mundial  | 0    | 0     | 0      | 0     |
| Copa do Mundo       | 0    | 0     | 0      | 0     |
| Copa dos Campeões   | 0    | 0     | 1      | 1     |
| Liga Mundial        | 0    | 0     | 0      | 0     |
| Liga das Nações     | 0    | 0     | 0      | 0     |
| Campeonato Asiático | 4    | 3     | 3      | 10    |
| Jogos Asiáticos     | 2    | 2     | 1      | 5     |
| Copa Asiática       | 3    | 2     | 0      | 5     |
| Total               | 9    | 7     | 5      | 21    |

## Elenco atual
Lista de jogadores de acordo com a última convocação para o Campenato Mundial de 2022.

Técnico:  Behrouz Ataei
| Camisa | Nome                      | Posição    | Altura (m) | Peso (kg) | Clube atual              |
| ------ | ------------------------- | ---------- | ---------- | --------- | ------------------------ |
| 1      | Mahdi Jelveh              | Central    | 2,08       | 94        | Foolad Sirjan Iranian    |
| 2      | Milad Ebadipour           | Ponteiro   | 1,96       | 88        | Allianz Milano           |
| 5      | Amir Hossein Toukhteh     | Central    | 2,04       | 87        | OK Radnički Kragujevac   |
| 7      | Shahrooz Homayonfarmanesh | Ponteiro   | 1,95       | 90        | Shahdab Yazd             |
| 8      | Mohammad Reza Hazratpour  | Líbero     | 1,83       | 87        | Paykan Tehran            |
| 9      | Mohammadreza Moazzen      | Líbero     | 1,75       | 75        | Shahdab Yazd             |
| 11     | Saber Kazemi              | Oposto     | 2,05       | 94        | Al Arabi S.C.            |
| 12     | Amir Hossein Esfandiar    | Ponteiro   | 2,10       | 99        | Labanyat Haraz Amol      |
| 14     | Mohammad Javad            | Ponteiro   | 2,00       | 90        | Stade Poitevin Poitiers  |
| 15     | Aliasghar Mojarad         | Central    | 2,06       | 89        | Urmia Municipality VC    |
| 17     | Amin Esmaeilnezhad        | Oposto     | 2,03       | 93        | Shahdab Yazd             |
| 18     | Mohammad Taher Vadi       | Levantador | 1,94       | 85        | Paykan Tehran            |
| 24     | Javad Karimi              | Levantador | 2,04       | 97        | VC Greenyard Maaseik     |
| 49     | Morteza Sharifi           | Ponteiro   | 1,93       | 83        | Galatasaray HDI Istanbul |